# فرانسيس دينق
فرانسيس دينق (بالإنجليزية: Francis Deng)‏ هو المستشار الخاص للأمين العام للأمم المتحدة عن منع الإبادة والفظائع الجماعية ومدير مشروع دعم السلام في السودان في معهد الولايات المتحدة للسلام، وأستاذ باحث في السياسة الدولية والقانون والمجتمع في جامعة جونز هوبكنز، وزميل غير مقيم في دراسات السياسة الخارجية في معهد بروكينغز، درس في مدرسة خور طقت الثانوية بمدينة الأبيض ويحمل شهادة ليسانس الحقوق من جامعة الخرطوم (1962)، ماجستير في القانون (1965) ودكتوراه (1968) من جامعة ييل وهو أول مواطن من جنوب السودان يحصل على درجة الدكتوراه في أي مجال.

## المؤلفات
- رواية طائر الشؤم.
- صراع الرؤى.
- السودان على حافه الهاوية.
- دينكا السودان.
- رجل يدعى دينق مجوك.
- دينامية الهوية.
- أفارقة بين عالمين : الدينكا في السودان الافرو-عربية
- ذكريات بابو نمر